# Estadio Max Augustín
Het Estadio Max Augustín is een multifunctioneel stadion in Iquitos, Peru. Het is het thuisstadion van de voetbalclub Colegio Nacional Iquitos en van nog een paar kleinere clubs uit Iquitos. Het biedt plaats voor 24.576 mensen. Het werd gebouwd in 1942 en werd gerenoveerd in 2005. Het stadion heeft kunstgras en werd in 2005 gebruikt tijdens het Wereldkampioenschap voetbal onder 17.